# 愛知新城大谷大学
愛知新城大谷大学（あいちしんしろおおたにだいがく、英語: Aichi Shinshiro Otani University）は、愛知県新城市川路字萩平1-125に本部を置いていた日本の私立大学である。2004年に設置され、2013年に廃止された。大学の略称は大谷大学、新城大谷、大谷。

## 概要
校名のとおり、真宗大谷派の関係校であった。1999年に開設された愛知新城大谷短期大学が前身である。2004年、本学短期大学部に改組した。 公設民営方式による4年制大学設置であり、新城市は、市は用地として7.4ヘクタールを取得し、1.6ヘクタールを無償譲渡、5.8ヘクタールを無償貸与するなど開学に協力した。設けられたのは社会福祉学部のみで、社会福祉学科人間福祉専攻と福祉心理専攻の2つの学科があった。新城市内唯一の高等教育機関として誕生したが、開学当初から定員割れで経営難であった。2009年（平成21年） - 短期大学部も含め、2010年（平成22年）度からの学生募集停止を発表。2013年（平成25年）3月15日 - 最後の卒業生11名を送り出し閉学。文部省の廃止認可を受けた。新城市は跡地に看護学校の誘致を行う方針とし、2014年（平成26年）より穂の香看護専門学校が残された設備を使用している。

## 学部・学科
社会福祉学部
- 社会福祉学科
  - 人間福祉専攻
  - 福祉心理専攻

短期大学部
- 介護福祉学科

## 大学関係者
- 中久郎：初代学長
- 広岡達朗：元特任教授

## 大学への交通
- JR飯田線 三河東郷駅下車。
- 豊鉄バス「新城大谷大学」バス停下車。
- 新城市Sバス「新城大谷大学正門」バス停下車。

## 系属校
- 名古屋大谷高等学校
- 豊田大谷高等学校